# Pierre Littbarski
Pierre Littbarski (Berlín, Alemanya, 16 d'abril de 1960) és un exfutbolista alemany, posteriorment entrenador de futbol. Va disputar 73 partits amb la selecció d'Alemanya.